# 丹尼爾彗星
丹尼爾彗星（33P/Daniel）是一顆週期彗星，由美國紐澤西州普林斯頓大學哈爾斯特德天文台扎克厄斯·丹尼爾（Zaccheus Daniel）於1909年12月7日發現，估計星等為9等。丹尼爾彗星彗核直徑估計為2.6公里。
在丹尼爾彗星被發現之後，科學家曾預測1916年、1923年和1930年的回歸，但每次都失準。
1937年1月31日，静岡縣島田市清水真一根據東京廣瀬秀雄計算出的新軌道後，再次成功發現丹尼爾彗星。
此後1957年至1971年間的回歸都成功被觀測到。
自首次發現以來，丹尼爾彗星由於多次與木星近距離接觸，軌道周期穩步增加。

## 外部連結
- Orbital simulation from JPL (Java) / Horizons Ephemeris
- 33P at Kronk's Cometography
- 33P at Seiichi Yoshida's Comet Catalog

| 週期彗星                   | 週期彗星   | 週期彗星            |
| -------------------------- | ---------- | ------------------- |
| 前一顆彗星 科馬斯·索拉彗星 | 丹尼爾彗星 | 後一顆彗星 蓋爾彗星 |
| 週期彗星列表               |            |                     |